# Oberösterreichischer Familienbund

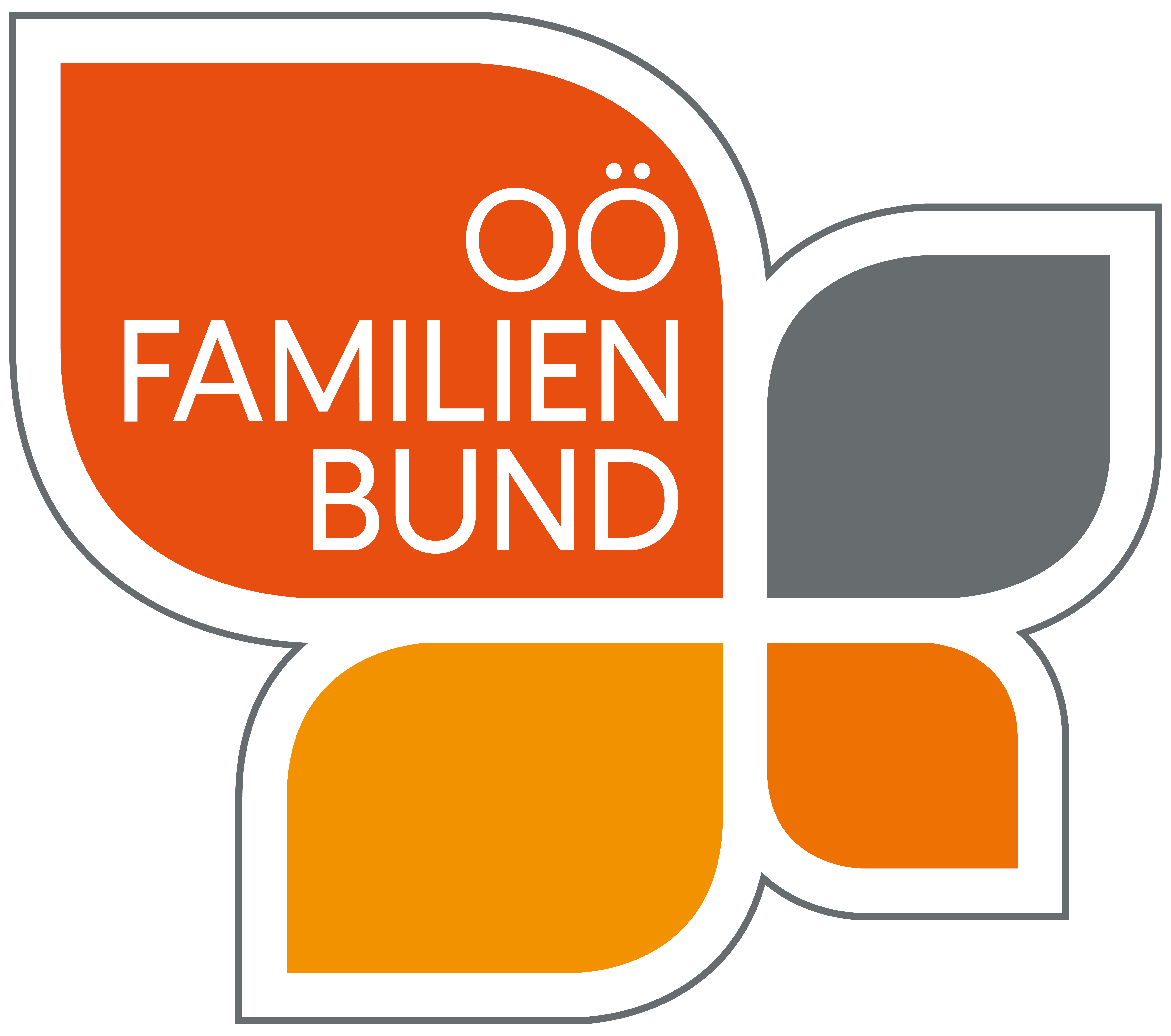
Das Logo des OÖ Familienbundes

Der Oberösterreichische Familienbund wurde am 17. April 1955 als Organisation zur Vertretung der Interessen von Familien gegründet und ist eine Landesorganisation des Österreichischen Familienbundes mit Sitz in Linz.
2018 wurde der Verein in eine gemeinnützige GmbH, die Familienbund Oberösterreich GmbH, umstrukturiert. Die Familienorganisation versteht sich als überparteilich und interkonfessionell und hat mehr als 14.000 Mitglieder sowie rund 500 haupt- und ehrenamtliche Mitarbeiter. Seit 21. September 2022 ist der Linzer Vizebürgermeister Martin Hajart (ÖVP) Landesobmann des OÖ Familienbundes. Von 18. Dezember 2015 bis 21. September 2022 hatte der ehemalige Linzer Vizebürgermeister Bernhard Baier (ÖVP) das Amt inne. Er folgte damals dem amtierenden Landeshauptmann Thomas Stelzer. Seit 15. Oktober 2020 ist Ana Aigner als Geschäftsführerin für den Oberösterreichischen Familienbund tätig.

## Tätigkeiten
Der Oberösterreichische Familienbund sieht sich als familienpolitisches Sprachrohr für die Interessen von Familien in Oberösterreich und setzt sich für die Bedürfnisse von Eltern und Kindern ein. Das Angebot des Oberösterreichischen Familienbundes setzt sich aus den vier Teilbereichen Betreuung, Bildung, Beratung und Begegnung zusammen. Dazu gehören Betreuungsangebote für Kinder in Gemeinden und Unternehmen, Beratungen zu Familienthemen, pädagogische Ausbildungen und Elternbildungsveranstaltungen sowie zahlreiche Workshops, Kurse und Veranstaltungen für die ganze Familie. Darüber hinaus veranstaltet der Oberösterreichische Familienbund das Familienbund-Ritterfest, bei freiem Eintritt mit jährlich mehr als 50.000 Besucher.

### Betreuung
Seit dem Jahr 2000 ist der Oberösterreichische Familienbund im Bereich der Kinderbetreuung tätig. Der OÖ Familienbund versucht sein Angebot stets nach aktuellen Bedürfnissen, wie z. B. dem gestiegenen Anspruch an Flexibilität, auszurichten und bietet Betreuungsmöglichkeiten in Gemeinden und Unternehmen an. Insgesamt kümmern sich die Mitarbeiter des OÖ Familienbundes jährlich um rund 4.000 Kinder an über 150 Standorten.
Betreuungsangebote des Oberösterreichischen Familienbundes sind Krabbelstuben, Kindergärten, Tagesstätten, Tagesmütter, Flexible Kinderbetreuungen, Nachmittagsbetreuungen, Loslass-Gruppen, Ferienbetreuung, Babysitter und Kinderbetreuung in Unternehmen.

### Bildung
Der Oberösterreichische Familienbund veranstaltet seit 1998 zahlreiche Vorträge und Workshops zu Themen, die Familien am Herzen liegen. Zudem bildet das Unternehmen seit 2012 auch pädagogisches Personal in der eigenen Familienbundakademie aus und hilft Kindern durch Lernbetreuungsangebote. Insgesamt über 5.000 Personen nutzen jährlich das Bildungsangebot. Dies wird von dem Unternehmen in den folgenden Kategorien dargestellt: Elternbildung, ErziehungsImpulse (jährliche Elternbildungsvortragsreihe), Ausbildungen zu Tagesmutter/-vater, Kindergartenhelfer/-in, Spielgruppenleiter/-in, Fortbildungen und Lerntreffs.

### Beratung
1992 gründete der Oberösterreichische Familienbund in Linz seine erste Familienberatungsstelle. Heute finden Familien an über 20 Standorten in Oberösterreich Unterstützung bei herausfordernden Lebenslagen. Psychologen, Juristen, Sozialarbeiter, Ärzte und Pädagogen stehen Eltern und Kindern mit Rat und Tat zur Seite – vertraulich, anonym und großteils kostenlos. Der der OÖ Familienbund berät jährlich über 4.000 Klient. Hierbei gibt es die folgenden Kategorien: Familienberatung, Scheidungs- und Trennungsbegleitung, Beratung an Bezirksgerichten, Eltern- und Mutterberatung, Besuchsbegleitung, Kompetenzförderung von Kindern und Schulbetreuung.

### Begegnung
Pro Jahr veranstaltet der Oberösterreichische Familienbund über 7.000 Programmpunkte mit mehr als 95.000 Besuchern. Hierzu zählen Veranstaltungen und Feste, Lesefestival, Familienbund-Kids-Cup / Kids-WM / Kids-Cup, Familienbund-Ritterfest, Familienbund-Kids-Run, sowie weitere Veranstaltungen.

## Struktur
Der Familienbund ist in Oberösterreich an 226 Standorten (Stand 31. Dezember 2021) vertreten. An den Standorten bietet er Betreuung, Bildung, Beratung und Begegnung an.
- 1 Familienbund-Landeszentrale
- 1 Familienbundakademie
- 1 Familienzentrum Dialog
- 4 Kindergärten
- 5 Lerntreffs
- 5 Familienberatungsstellen
- 5 Flexible Kinderbetreuungen
- 6 Beratungen am Bezirksgericht
- 9 Schulbetreuungen
- 13 Krabbelstuben
- 16 Außenstellen der Familienbundzentren
- 16 Tagesstätten
- 22 ehrenamtliche Ortsgruppen
- 23 Familienbundzentren
- 25 Ferienbetreuungen
- 32 Nachmittagsbetreuungen
- 42 Tagesmütter

## Ziele und Forderungen des OÖ Familienbundes
Seit seiner Gründung ist der Oberösterreichische Familienbund ein wichtiges Sprachrohr für die Wünsche und Bedürfnisse für Familien in Oberösterreich. Viele Anliegen von Familien wurden aufgrund zentraler Forderungen des OÖ Familienbundes umgesetzt:
- 2020 Sonderzahlung für Familien während der Corona-Krise
- 2019 weitgehend einheitlicher Jugendschutz, Familienbonus Plus
- 2018 Ausweitung der Anrechnung von Karenzzeiten
- 2017 Kinderbetreuungsgeld-Konto, Einführung des Papa-Monats, Ausbildungspflicht bis zum vollendeten 18. Lebensjahr
- 2016 Kündigungs- und Entlassungsschutz nach einer Fehlgeburt
- 2015 gratis Zahnspange für Kinder bis zur Vollendung des 18. Lebensjahres
- 2014 Anhebung der Familienbeihilfe, Einführung der Pflegekarenz
- 2013 gemeinsame Obsorge
- 2002 Einführung Kinderbetreuungsgeld
- 1990 Geteilte Karenz

Ein zentrales Anliegen ist und bleibt die Wahlfreiheit für Familien. Eltern sollen selbst entscheiden können, wie sie die Kinderbetreuung in den Familien gestalten möchten. Außerdem setzt sich der OÖ Familienbund für die gesellschaftliche Anerkennung von Familien als Basis eines funktionierenden Staates ein. Darüber hinaus macht sich der OÖ Familienbund u. a. für folgende Themen derzeit stark:
- Automatische Valorisierung aller Familienleistungen, damit diese durch die Inflation nicht real sinken.
- Elternbildung und Familienberatung soll schon vor der Geburt verstärkt bekannt gemacht und angeboten werden. Dazu soll der Mutter-Kind-Pass einen Gutschein für einen Elternbildungskurs enthalten. Kurse sollten schon vor der Geburt besucht werden.
- Die Einführung einer Familienverträglichkeitsprüfung für geplante Gesetze bzw. Gesetzesänderungen und Verordnungen, um negative Auswirkungen derselben auf Familien rechtzeitig zu erkennen und gegenzusteuern.
- Aufwertung der Familie bzw. der Familienarbeit in der Gesellschaft. Die Familienarbeit darf der Erwerbsarbeit nicht mehr untergeordnet sein.
- Neue Karenzmodell wie z. B. die Einführung einer Krisenkarenz.